# Campo trincerato di Bologna
Il campo trincerato di Bologna fu un sistema di opere e fortificazioni progettato e realizzato tra il 1859 e il 1860 a scopo difensivo.

## Storia

### Progettazione e costruzione
Con lo scoppio della seconda guerra d'indipendenza Bologna acquisì un'inedita valenza strategica per via della sua posizione geografica, posta ai piedi dell'appennino e a breve distanza dal confine col regno lombardo-veneto. Le tumultuose vicende del 1859 portarono alla costituzione di una lega militare tra i governi provvisori emiliani e quello toscano (le Province Unite del Centro Italia), al cui comando venne posto il generale Manfredo Fanti. Fanti riconobbe immediatamente l'importanza strategica delle tre piazze di Bologna, Piacenza e Rimini, intraprendendo una risoluta trasformazione dei sistemi difensivi della lega, occupandosi in prima persona nella formulazione di un piano di massima per il sistema fortificato della città felsinea.
Già nel novembre del 1859 Fanti ottenne i finanziamenti necessari per l'approntamento dell'opera dal dittatore dell'Emilia Luigi Carlo Farini; a febbraio 1860 il progetto del campo trincerato di Bologna era già pronto: i tempi previsti per la sua erezione erano stimati in circa due mesi, tramite l'impiego di circa 5 000 operai tra "terraioli e specializzati", che vennero reclutati in parte tra i disoccupati bolognesi e i rimanenti fatti arrivare da Piemonte, Liguria e Lombardia. Il sistema delle fortificazioni doveva cingere interamente la città dalla valle del Reno a quella del Savena e presidiare la parte meridionale con alcune installazioni collinari. Le forze destinate a presidiare la piazzaforte erano indicate in circa 25 000 uomini e 400 bocche da fuoco.
Una volta espropriati i terreni su cui doveva sorgere l'opera – con non poche rimostranze da parte degli ex proprietari – i lavori, affidati all'impresa Riccio & Crosa, vennero avviati il 1º marzo 1860 e si conclusero solamente ad agosto. Nel frattempo, la guerra era terminata e con essa il timore di un'invasione: dunque, si poté proseguire nel completamento dell'opera con più calma, rinforzando e migliorando il sistema. In totale, negli anni successivi, vennero presentati cinque piani per la sua trasformazione in piazzaforte permanente. Le vicende della guerra d'indipendenza infatti avevano dimostrato il valore deterrente delle fortificazioni bolognesi, per cui già nel 1862 vennero predisposte alcune indicazioni per la sua sistemazione. Il ministero della guerra recepì due relazioni, la prima del generale Menabrea, la seconda elaborata dal colonnello Bruzzo del Genio di Bologna, e ordinò un nuovo piano di interventi per la revisione del progetto. I lavori vennero ultimati verso la fine del 1864 e videro sostanzialmente integrazioni e miglioramenti alle opere già esistenti della prima linea di pianura.
Negli anni successivi si susseguirono altri progetti che prevedevano la costruzione delle fortezze militari permanenti; tuttavia vennero intrapresi solo lavori di completamento come la realizzazione di nuovi forti, alcuni posizionati ai lati delle valli del Reno e del Savena, un altro in zona Arcoveggio a guardia delle strade per Ferrara. L'ultimo piano venne redatto nel 1872, ma ormai Bologna aveva perso la sua funzione strategica in seguito alla terza guerra d'indipendenza e l'annessione del Veneto.

### Sviluppi successivi ed eredità storica
Nel giro di poco tempo il campo trincerato cessò di avere ogni funzione difensiva e l'esercito mantenne solo alcune postazioni per i laboratori pirotecnici e la Direzione d'artiglieria. Così nella lunetta Gamberini si produceva il fulminato di mercurio, al forte di Beldiporto le polveri nere, mentre la lunetta Casaralta e il forte Villacontri erano adibiti al recupero dei bossoli di cartucce e proietti provenienti dal fronte. I precari trinceramenti diventeranno, sul finire dell'Ottocento, un ostacolo all'espansione edilizia di Bologna, mentre molte delle strutture erette cadranno in rovina o verranno persino demolite. Nel 1904 i terreni del campo trincerato, ormai in stato di avanzato degrado, passeranno al comune che li girerà al neocostituito IACP.
Con l'espansione urbanistica di Bologna incominciata alla fine dell'Ottocento si perse ogni traccia delle vecchie fortificazioni terragne, mentre in alcuni punti rappresentarono un ostacolo allo sviluppo edilizio. Pochi riferimenti sono rintracciabili nella toponomastica cittadina, come ad esempio nel giardino della Lunetta Gamberini, nel parco di Forte Bandiera o nella Via del Genio.

## Descrizione
Il campo trincerato era composto da opere prevalentemente in terra e legno, dato il suo carattere provvisorio; soltanto alcuni punti strategici vennero rivestiti con lamiere metalliche. Le fortificazioni di pianura erano disposte su tre ordini: la prima linea era composta da nove forti staccati, che ospitavano dai 9 ai 12 pezzi d'artiglieria; la seconda, posta dietro alla prima, comprendeva diciassette lunette armate con 4-8 bocche di fuoco; la terza e ultima linea infine era un trinceramento continuo, interrotto solamente dalle strade d'accesso alla città, che si sviluppava per circa 16 km e distante circa 1 km dalle mura medievali. L'altezza delle opere variava dal metro e mezzo ai tre metri, mentre lo spessore dei parapetti giugneva fino a 5 metri.
La linea difensiva di pianura si sviluppava dal colle della Guardia ad ovest, con la testa di ponte sul Reno presso Casalecchio, e cingeva l'intera città fino ad arrivare alle opere di sbarramento presso il Savena ad est. La cinta aveva un tracciato poligonale irregolare e presentava ssul tratto settentrionale dei fossati continui. Le opere di difesa in collina invece non formavano una linea continua, ma il trinceramento era costituito da opere isolate e poste sui rilievi ritenuti più idonei dal punto di vista tattico; in particolare, erano sorvegliati gli accessi a Bologna dalle valli del Reno e del Savena. Inoltre vennero realizzate nuove strade militari e migliorate quelle esistenti al fine di collegare i diversi gruppi delle fortificazioni; per lo stesso motivo venne completata una linea telegrafica.

### Opere e fortificazioni
Elenco delle opere fortificate, in ordine da ovest a est:

#### Linea dei forti
- Forte di Villa Contri, nei pressi del Reno
- Forte San Felice, sulla via Emilia in direzione Piacenza
- Forte Ferrovia, sulla linea ferroviaria Piacenza-Bologna
- Forte Beverara
- Forte Galliera, sulla strada di Galliera
- Forte San Donato
- Forte San Vitale, sulla strada di San Vitale in direzione Ravenna
- Forte Strada Maggiore, sulla via Emilia in direzione Forlì
- Forte Beldiporto, sulla strada per la Toscana

#### Linea delle lunette
In corrispondenza del Forte di Villa Contri:
- Lunetta Garagnani
- Lunetta Ghisello
- Lunetta Fornaci Basse

In corrispondenza dei forti San Felice e Ferrovia:
- Lunetta Otto Colonne
- Lunetta Ferrovia
- Lunetta Canaletta

In prossimità del Reno, sulla strada per Porretta:
- Batteria Passano
- Batteria Canonica

In corrispondenza del Forte Beverara:
- Lunetta Mariotti
- Lunetta Bistega

In prossimità del canale Navile:
- Batteria Sassatelli

In corrispondenza del Forte Galliera:
- Lunetta Spisni
- Lunetta Bersani
- Lunetta Casaralta

In corrispondenza del Forte San Donato:
- Lunetta Alvisi
- Lunetta Casino
- Batteria Tabboni

In corrispondenza del Forte San Vitale:
- Lunetta Gozzadini
- Lunetta Pizzardi

In corrispondenza del Forte Strada Maggiore:
- Lunetta Gamberini

In corrispondenza del Forte Beldiparte:
- Lunetta Mazzacurati

#### Fortificazioni collinari
Gruppo occidentale o di San Luca:
- Forte Mezzacavallo
- Forte Cipressone
- Forte Mandorli
- Lunetta Ramino
- Lunetta Cocca
- Forte Superiore
- Batteria Monte San Luca
- Forte Osteria
- Batteria Bassa
- Forte Costantini
- Forte Mandria

Gruppo centrale o di Paderno:
- Forte Paderno
- Forte Predone
- Forte di Monte Albano
- Forti Ronzano
- Forte Serra
- Forte Ratta
- Forte San Vittore
- Forte di Barbiano
- Ridotta Barbiano

Gruppo orientale:
- Forte Iole
- Forte Bandiera
- Forte Griffone
- Forte Monte Donato
- Forte Camaldoli